# Carex ×acutangula
Carex ×acutangula là một loài thực vật có hoa trong họ Cói. Loài này được (F.Nyl.) Väre mô tả khoa học đầu tiên năm 2007.